# Strobilanthes renschiae
Strobilanthes renschiae är en akantusväxtart som först beskrevs av Cornelis Eliza Bertus Bremekamp, och fick sitt nu gällande namn av John Richard Ironside Wood och J.R.Benn.. Strobilanthes renschiae ingår i släktet Strobilanthes och familjen akantusväxter. Inga underarter finns listade i Catalogue of Life.